# 淡愛爾

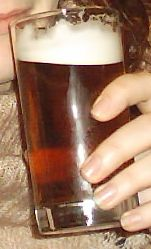
一杯淡愛爾

淡愛爾（英語：Pale ale），是一種源自英國的啤酒，屬於愛爾啤酒的一種，採用上層發酵，擁有豐富的氣泡，以烘焙麥芽加上啤酒花發酵而成。成份中，淡色麥芽（Pale malt）所佔比例較高，因此顏色較淡。

## 歷史
約在1624年，使用烘焙過麥芽的發酵釀造的啤酒，曾使用「焦炭」作為代稱，大約到了1703年左右，淡愛爾開始作為使用麥芽製作的啤酒命名。至1830年代，苦啤酒（bitter）與淡愛爾被當成同義詞。人們用苦味來當成它主要的特徵，用來區別波特啤酒與輕愛爾。
19世紀，巴伐利亞釀酒廠，將原有上層發酵的淡愛爾，以低溫釀造技術及採用下層發酵，形成淡拉格。
至20世紀，啤酒製造商開始將苦啤酒與淡啤酒分開，但在英國，仍有製造商將苦啤酒標示為淡愛爾（pale ale）。